# Файзулін Віктор Ігорович
Віктор Ігорович Файзулін (рос. Виктор Игоревич Файзулин, нар. 22 квітня 1986, Находка) — російський футболіст, півзахисник. Триразовий чемпіон Росії у складі «Зеніту», володар Кубка Росії, Суперкубка Росії, Кубка УЄФА (2007/2008) і Суперкубка УЄФА (2008).

## Клубна кар'єра
У дорослому футболі дебютував 2004 року виступами за «Океан», в якому провів один сезон, взявши участь лише у 9 матчах чемпіонату.
Своєю грою за цю команду привернув увагу представників тренерського штабу клубу «СКА-Енергія», до складу якого приєднався 2004 року. Відіграв за хабаровських армійців наступні два сезони своєї ігрової кар'єри. Більшість часу, проведеного у складі хабаровського «СКА-Енергія», був основним гравцем команди.
Протягом 2007–2007 років захищав кольори клубу «Спартак-Нальчик».
До складу клубу «Зеніт» приєднався 2008 року. Відтоді встиг відіграти за санкт-петербурзьку команду понад 150 матчів в національному чемпіонаті.

## Виступи за збірну
Протягом 2007–2008 років залучався до складу молодіжної збірної Росії. На молодіжному рівні зіграв у 11 офіційних матчах, забив 3 голи.
2012 року дебютував за національну збірну Росії. Протягом наступних трьох років взяв участь у 24 іграх в її складі, записавши на свій рахунок 4 голи.

## Титули та досягнення
- Чемпіон Росії (3):

«Зеніт»: 2010, 2012, 2015
- Володар Суперкубка Росії (1):

«Зеніт»: 2008
- Володар Кубка Росії (2):

«Зеніт»: 2009–10, 2015–16
- Володар Кубка УЄФА (1):

«Зеніт»: 2007-08
- Володар Суперкубка УЄФА (1):

«Зеніт»: 2008